# Yorgelis Delgado
Yorgelis Delgado es una actriz conocida por su participación en el programa infantil para niños y adolescentes transmitido por Venevisión llamado El club de los tigritos y luego más tarde pasándose a llamar El súper club de los tigritos donde actuaba, bailaba y animaba junto con el resto del elenco, formado por Roxana Chacón, Estefanía López y Tyanny Santos.
Luego es animadora del programa Rugemania y Atómico junto a Milena Torres y Georgina Palacios.
También protagonizó unas series juveniles producidas por el mismo programa El club de los tigritos que fueron «Entre tú y yo», donde le dio vida a su personaje de Fabiana y en «De Sol a Sol», su personaje de Yorgelis, compartiendo créditos con los chicos de la agrupación de salsa, Salserín, con Servando y Florentino como protagonistas.
En 2009, Yorgelis se retiró del mundo de la farándula.
Tuvo su primera y única hija Miranda Mijares en el 2012. 

## Controversias
En marzo de 2017, se vio involucrada en un escándalo viral, al filtrase varios videos de ella junto al exintegrante de la agrupación Calle Ciega, Kent Barry James y la actriz Erika Schwarzgruber, teniendo relaciones sexuales.

## Programas de televisión
- Que locura (2006-2009)
- Gente nueva (2006) Venevisión Conductora.
- Atómico (2001-2006) Venevisión Coanimadora .
- Rugemanía (1999-2001) Venevisión.
- El Super club de los tigritos (1999) Venevisión Animadora.
- El club de los tigritos (1994-1998) Venevisión Animadora.
- Súper Sábado Sensacional (1993-1994) Venevisión

### Telenovelas
| Año  | Título               | Personajes | Rol              | Cadena     | País                 |
| ---- | -------------------- | ---------- | ---------------- | ---------- | -------------------- |
| 1996 | De sol a sol         | Yorgelis   | Co- Protagonista | Venevisión | Bandera de Venezuela |
| 1997 | Entre tu y yo        | Fabiana    | Protagonista     | Venevisión | Bandera de Venezuela |
| 1996 | Un poquito de suerte | Yorgelis   | Protagonista     | Venevisión | Bandera de Venezuela |